# Enrico Masseroni
Enrico Masseroni (ur. 20 lutego 1939 w Borgomanero, zm. 30 września 2019 w Moncrivello) – włoski duchowny katolicki, arcybiskup Vercelli w latach 1996–2014.
Święcenia kapłańskie otrzymał 29 czerwca 1963.
3 października 1987 papież Jan Paweł II mianował go ordynariuszem diecezji Mondovi. Sakry biskupiej udzielił mu 8 grudnia 1987 bp Aldo Del Monte.
10 lutego 1996 został mianowany arcybiskupem Vercelli.
27 lutego 2014 papież Franciszek przyjął jego rezygnację z urzędu złożoną ze względu na wiek.